# Rein Põder

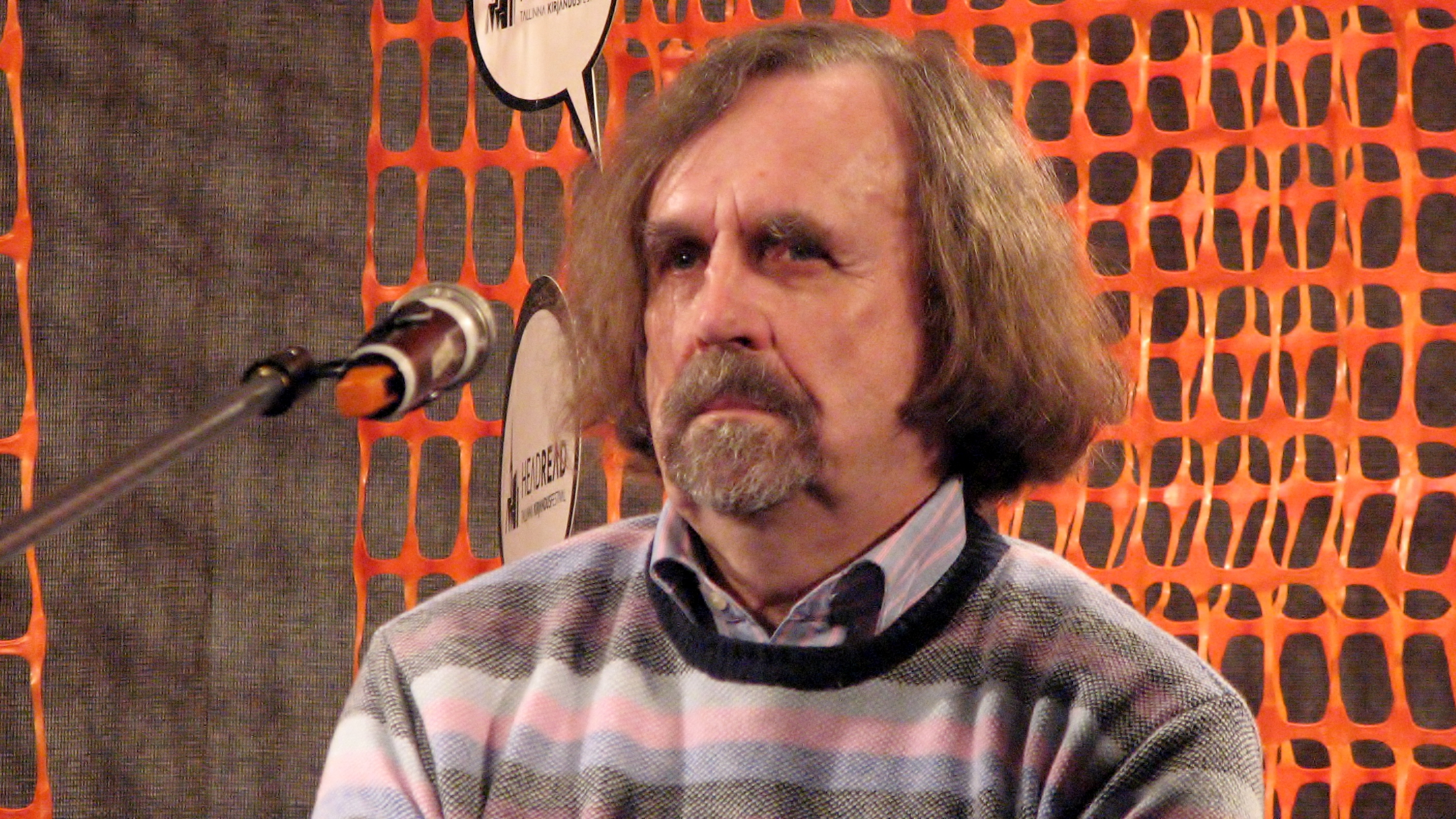
Rein Põder 2012

Rein Põder (* 7. Juli 1943 in Mõniste; † 23. Oktober 2018 in Tallinn) war ein estnischer Schriftsteller.

## Leben
Põder machte 1961 in Varstu Abitur und studierte anschließend an der Universität Tartu, die er – unterbrochen durch drei Jahre Militärdienst – 1969 als diplomierter Ozeanograph verließ. Als Student und auch später nahm er mehrmals an Seereisen teil. Nach zwei Jahren in der estnischen Naturschutzgesellschaft war Põder von 1971 an literarischer Mitarbeiter bei der Zeitung „Noorte Hääl“ und ab 1977 als Lektor beim Verlag „Eesti Raamat“ tätig.
Rein Põder war seit 1989 Mitglied des Estnischen Schriftstellerverbands.

## Werk
Põder debütierte Ende der 1960er Jahre in der Tartuer Universitätszeitung und publizierte danach in diversen Zeitschriften und Sammelbänden. Sein Buchdebüt erfolgte mit dem Jugendbuch Das Geschenk (1981), dem er noch einige weitere folgen ließ (Goldrute, deutsch Das Sonnenglas, Der längste Sommer und Das brennende Rad, 1982–1986).
1982 erschien sein erster Band mit Erzählungen, rasch danach weitere Romane. In seiner frühen Prosa behandelte Põder das Familienleben, wobei ein realistischer Ton und autobiografische Elemente überwogen. Später rückten philosophische Themen in den Vordergrund, und die Kritik stellte eine „schwermütge Atmosphäre“ fest, in der das „Motiv der Einsamkeit und die Rolle des Zufalls im Leben eines Menschen dominieren.“
Põder wandte sich in seinen Romanen häufig der jüngsten Geschichte Estlands zu und ist dabei zuletzt von der Kritik gelobt worden. So war einer seiner Schriftstellerkollegen „überzeugt davon, dass Rein Põders Werk viel gründlichere Aufmerksamkeit verdient als bisher.“

## Deutsche Übersetzungen
Auf Deutsch liegt ein Jugendbuch vor:
- Das Sonnenglas. Aus dem Estnischen übersetzt von Viktor Sepp. Perioodika, Tallinn, 1986.

## Auszeichnungen
- 1985 Eduard-Vilde-Preis
- 1996 Virumaa-Literaturpreis
- 2004 Bernard-Kangro-Literaturpreis
- 2011 Tammsaare-Roman-Preis

## Bibliografie
- Kingitus (‚Das Geschenk‘). Eesti Raamat, Tallinn, 1981.
- Kuldvits (‚Goldrute‘, deutsch Das Sonnenglas). Eesti Raamat, Tallinn, 1982.
- Kahekesi maailmas (‚Zu zweit auf der Welt‘). Eesti Raamat, Tallinn, 1982.
- Hilised astrid (‚Späte Astern‘). Eesti Raamat, Tallinn, 1984.
- Kõige pikem suvi (‚Der längste Sommer‘). Eesti Raamat, Tallinn, 1986.
- Kivide aed (‚Garten der Steine‘). Eesti Raamat, Tallinn, 1986.
- Põlev ratas. Kaksteist kuud (‚Das brennende Rad. Zwölf Monate‘). Eesti Raamat, Tallinn, 1988.
- Pardiajaja (‚Der Entenjäger‘). Eesti Raamat, Tallinn, 1988.
- Salaarmastus (‚Heimliche Liebe‘). Eesti Raamat, Tallinn, 1990.
- Jahedad varjud (‚Kühle Schatten‘). Eesti Raamat, Tallinn, 1992.
- Külmnäpp ([Eigenname]). Eesti Raamat, Tallinn, 1993.
- Imelik vang (‚Der sonderbare Gefangene‘). Eesti Raamat, Tallinn, 1995.
- Armastuse hääl (‚Stimme der Liebe‘). Eesti Raamat, Tallinn, 1996.
- Äiatar (‚Witwenblume‘). Eesti Raamat, Tallinn, 1998.
- Hula (‚Hula-Hoop‘). Eesti Raamat, Tallinn, 2000.
- Hiliskevad. Pihtimusromaan (‚Spätfrühling. Bekenntnisroman‘). Eesti Raamat, Tallinn, 2002.
- Teadmatus (‚Unwissendheit‘). Eesti Raamat, Tallinn, 2004.
- Eike ([Eigenname]). Eesti Raamat, Tallinn, 2006.
- Juba olnud (‚Schon gewesen‘). Eesti Raamat, Tallinn, 2008.
- Unustatud. Teekonnaromaan (‚Vergessen. Reiseroman‘). Eesti Raamat, Tallinn, 2010, ISBN 978-9985-65-777-5.[5]
- Voor (‚Die Fuhre‘). Eesti Raamat, Tallinn, 2013.